# Oloibiri
Oloibiri es un thriller de acción nigeriano de 2016 dirigido por Curtis Graham, producido por Rogers Ofime y protagonizado por Olu Jacobs y Richard Mofe Damijo. Se estrenó el 21 de octubre de 2016 en la sala Shell Nigeria en Onikan. Estuvieron presentes en el evento el exjefe de estado, el general Yakubu Gowon y el exsecretario general del Commonwealth, Emeka Anyaoku. En declaraciones a Channels TV después de ver la película, el exministro de Información, profesor Jerry Gana, la describió la como un "mensaje claro y poderoso" sobre los sufrimientos de la gente en el Delta del Níger. También animó a otros cineastas a hacer más películas de este tipo. Richard Mofe Damijo, quien interpretó el papel de un indígena descontento, que se convirtió en militante, describió su papel como un " Robin Hood moderno". También afirmó que espera que el gobierno y las organizaciones internacionales acudan en ayuda de las personas en el Delta del Níger.

## Sinopsis
Cuenta la historia sobre cómo las agencias gubernamentales, junto con las empresas petroleras, explotaron el petróleo recién descubierto en la histórica ciudad de Oloibiri.

## Elenco
- Reeko Brooks como Milicia
- Diana Colmar-Espinosa como presentadora de noticias
- Payton Dunham como Anderson
- Bradley Gordon como Dobra
- Segun Arinze
- Olu Jacobs
- Richard Mofe Damijo
- Taiwo Ajai-Lycett
- Ivie Okujaye
- Daniel K Daniel

## Recepción
Wilfred Okitche del sitioweb 360nobs.com concluyó su reseña señalando que la película no "... cuenta la historia del Delta del Níger de una manera profundamente efectiva y atractiva, pero es un comienzo decente".